# Choi Min-jeong
Choi Min-jeong (Koreaans: 최민정) (Seoel, 9 september 1998) is een Zuid-Koreaans shorttrackster. Ze heeft drie Olympische gouden medailles en won vier keer de wereldtitel allround.

## Carrière
Bij de wereldkampioenschappen shorttrack 2015 won de op dat moment pas 16-jarige Choi de 1000 meter, de 3000 meter superfinale, het klassement en de aflossing. Een jaar later, bij de wereldkampioenschappen shorttrack 2016 in eigen land prolongeerde haar drie wereldtitels op de 1000 meter, het klassement en de aflossing. Ook in 2018 en 2022 won ze de wereldtitel.
Tijdens de Olympische Winterspelen 2018 won ze tweemaal goud, op de 1500 meter en met de aflossingsploeg. Vier jaar later prolongeerde ze haar titel op de 1500 meter.
In 2020 won ze vijf gouden medailles op de eerste editie van de viercontinentenkampioenschappen shorttrack in Montreal.
2002: Ko Gi-hyun ·
2006: Jin Sun-yu ·
2010: Zhou Yang ·
2014: Zhou Yang ·
2018: Choi Min-jeong ·
2022: Choi Min-jeong
1992: Cutrone, Daigle, Lambert, Perreault ·
1994: Chun, Kim S.-h., Kim Y.-m., Won ·
1998: An, Chun, Kim, Won ·
2002: Choi E.-k., Choi M.-k., Joo, Park ·
2006: Byun, Choi, Jeon, Jin, Kang ·
2010: Sun, Wang, Zhang, Zhou ·
2014: Cho, Kim, Kong, Park, Shim ·
2018: Choi, Kim A.-l., Kim Y.-j., Lee, Shim ·
2022: Van Kerkhof, Poutsma, Schulting, Velzeboer
1976: Celeste Chlapaty · 
1977: Brenda Webster · 
1978: Sarah Docter · 
1979: Sylvie Daigle · 
1980: Miyoshi Kato · 
1981: Miyoshi Kato · 
1982: Maryse Perreault · 
1983: Sylvie Daigle · 
1984: Mariko Kinoshita · 
1985: Eiko Shishii · 
1986: Bonnie Blair · 
1987: Eiko Shishii · 
1988: Sylvie Daigle · 
1989: Sylvie Daigle · 
1990: Sylvie Daigle · 
1991: Nathalie Lambert · 
1992: Kim So-hee · 
1993: Nathalie Lambert · 
1994: Nathalie Lambert · 
1995: Chun Lee-kyung · 
1996: Chun Lee-kyung · 
1997: Chun Lee-kyung/Yang Yang (A) · 
1998: Yang Yang (A) · 
1999: Yang Yang (A) · 
2000: Yang Yang (A) · 
2001: Yang Yang (A) · 
2002: Yang Yang (A) · 
2003: Choi Eun-kyung · 
2004: Choi Eun-kyung · 
2005: Jin Sun-yu · 
2006: Jin Sun-yu · 
2007: Jin Sun-yu · 
2008: Wang Meng · 
2009: Wang Meng · 
2010: Park Seung-hi · 
2011: Cho Ha-ri · 
2012: Li Jianrou · 
2013: Wang Meng · 
2014: Shim Suk-hee · 
2015: Choi Min-jeong · 
2016: Choi Min-jeong · 
2017: Elise Christie ·
2018: Choi Min-jeong ·
2019: Suzanne Schulting ·
2021: Suzanne Schulting ·
2022: Choi Min-jeong